# جک شی
جک شِی (انگلیسی: Jack Shea؛ ‏ ۱ اوت ۱۹۲۸ – ۲۸ آوریل ۲۰۱۳) کارگردان فیلم، کارگردان تلویزیونی و تهیه‌کننده فیلم اهل ایالات متحده آمریکا بود. او از سال ۱۹۹۷ تا ۲۰۰۲ رئیس انجمن صنفی کارگردانان آمریکا بود. وی دانش‌آموختهٔ رشتهٔ تاریخ در دانشگاه فوردهام بود و از سال ۱۹۵۲ تا ۱۹۵۴ در جریان جنگ کُره در نیروی هوایی ایالات متحده آمریکا خدمت کرد.
از فیلم‌ها یا مجموعه‌های تلویزیونی که وی در آن‌ها نقش داشته است، می‌توان به دیگر وقتش رسیده‌است، مسائل اولیه، خانواده والتون، لو گرانت و همگی در خانواده اشاره نمود.